# Pentium Pro

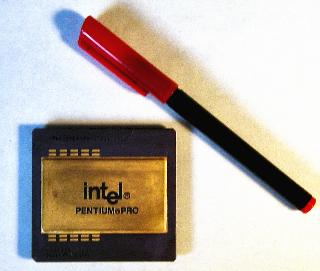
Pentium Pro em contraste com uma caneta

O Pentium Pro é um processador que foi introduzido no mercado em 1 de novembro de 1995 com o intuito de ser um processador voltado ao mercado de alto desempenho e não um concorrente direto do Pentium original, e trouxe alterações inéditas na arquitetura de processamento sendo o primeiro processador a possuir um núcleo RISC, alterando radicalmente a forma como as instruções são executadas e aumentando em aproximadamente 50% sua performance em relação a um Pentium de mesmo clock.
Foi desenvolvido para competir no mercado de máquinas de alto desempenho (estações de trabalho e servidores), onde o principal atrativo era o suporte a multiprocessamento, podendo haver até quatro processadores Pentium Pro em um mesma placa mãe, utilizando processamento paralelo.
Além disso, foi o primeiro processador com cache L2 integrado (no mesmo encapsulamento mas não no mesmo die, existia um die principal onde era localizado o processador e um segundo die para o cache L2), operando à mesma frequência do processador, que teve versões de 166, 180 e 200 MHz.
Muitos no entanto o cogitaram para desktops devido ao seu desempenho superior, mas existia uma significante perda de desempenho na execução de aplicações de 16 bits visto que o processador era otimizado somente para executar instruções de 32 bits. Na época o uso do Windows 95 e 3.1 e softwares desenvolvidos em 16 bits (no caso do Windows 95, apesar se ser um sistema operacional híbrido de 16/32 bits e possui muitos códigos em 16 bits para manter a compatibilidade com aplicativos desenvolvidos para o MS-DOS e Windows 3.x). Esse fato tornava, para aplicações domesticas até 40% mais lentas do que no Pentium. Somente executando softwares puramente em 32 bits sob o Windows NT e UNIX é que era mostrado todo seu desempenho. 
Mesmo os processadores atuais da Intel tem a sua base no Pentium Pro, sendo ele um dos processadores mais bem sucedidos em sua arquitetura. As falhas de segurança Meltdown e Spectre foram originadas por causa de seu modo de operação "fora de ordem" e "execução especulativa". 